# Макеєнко Михайло Микитович
Михайло Микитович Макеєнко (1897 — ?) — український радянський діяч, 2-й секретар Вінницького обкому КПУ, голова Української республіканської спілки споживчих товариств (Укоопспілки). Кандидат у члени ЦК КП(б)У в 1927—1930 роках. Член ЦК КП(б)У в 1930—1934 роках.

## Біографія
Народився в селянській родині. Працював робітником-слюсарем. Долучився до революційної боротьби в місті Петрограді, брав активну участь у Жовтневому перевороті 1917 року.
Член РСДРП(б) з 1917 року.
У 1918—1922 роках — у Червоній армії на політичній роботі: військовий комісар полку, повітовий військовий комісар, помічник губернського військового комісара. Воював проти повстанських загонів Ангела, денікінської армії та військ УНР на Чернігівщині.
У 1922—1925 роках — студент Комуністичного університету імені Свердлова.
У 1925—1926 роках — помічник завідувача відділу ЦК КП(б)У в місті Харкові.
У 1926—1929 роках — відповідальний секретар Прилуцького окружного комітету КП(б)У.
У 1929—1930 роках — відповідальний секретар Херсонського окружного комітету КП(б)У.
З серпня до вересня 1930 року — відповідальний секретар Чернігівського окружного комітету КП(б)У.
У вересні 1930—1932 роках — відповідальний секретар Херсонського міського комітету КП(б)У.
У лютому — жовтні 1932 року — 2-й секретар Вінницького обласного комітету КП(б)У.
У вересні 1932 — 1933 року — заступник народного комісара землеробства Української СРР, голова правління Всеукраїнської Спілки сільськогосподарських кооперативів та Укрколгоспцентру.
У серпні 1933 — березні 1934 року — уповноважений Народного комісаріату водного транспорту СРСР при Раді народних комісарів Української СРР.
У 1934—1936 роках — голова Далекосхідної крайової ради профспілок у місті Хабаровську.
9 березня 1936 — червень 1937 року — 1-й секретар Уфимського міського комітету ВКП(б) Башкирської АРСР.
У липні 1937 — травні 1938 року — голова Української республіканської спілки споживчих товариств (Укоопспілки).
Заарештований органами НКВС 23 травня 1938 року. 11 жовтня 1939 року засуджений на 5 років позбавлення волі. Покарання відбував у таборі управління «Івдельлаг» Свердловської області і мав бути звільнений 23 травня 1943 року, але лише 18 вересня 1946 року йому видали паспорт і місцем проживання обрали Золочівський район Харківської області. Залишився працювати в «Івдельлазі» головним агрономом підсобного господарства. На цій посаді працював до 16 червня 1951 року, коли знову був заарештований органами МДБ СРСР. 11 жовтня 1951 року Особлива нарада при МДБ СРСР винесла постанову, згідно з якою Макеєнка «на вічно» виселили в Новосибірську область під нагляд органів державної безпеки. Лише 14 березня 1956 року Верховний Суд СРСР ухвалив рішення звільнити Макеєнка із заслання.